# A Quantum csendje
A Quantum csendje (eredeti cím: Quantum of Solace) 2008-ban bemutatott brit-amerikai kalandfilm, mely a huszonkettedik James Bond-film. A címszereplőt másodszor alakítja Daniel Craig.

## Cselekmény
A történet ott folytatódik, ahol a Casino Royale véget ért: Bond magával cipeli a kocsijában az előző film végén megsebesített Mr. White-ot, hogy egy titkos helyen kikérdezhessék, közben egy autósüldözés keretében ártalmatlanítja az őt üldöző fegyvereseket. Mr. White figyelmezteti M-et és Bondot, hogy a szervezetnek, akinek dolgozik, mindenhol vannak emberei, ezt követően az egyik beépített ember az MI6-ben kiszabadítja White-ot. Bond üldözőbe veszi a menekülőket, az imposztort megöli, de White megszökik. A szervezet utáni nyomozás során bukkan aztán egy Dominic Greene nevű emberre, aki a szervezet fontos embereként Bolívia vízkészletét akarja megszerezni, közben pedig Bond mellé csapódik Camille, egy harcias nő, aki a családjáért akar bosszút állni Medrano tábornokon, aki Greene szövetségese a tervben...

## Szereplők
| Szerep            | Színész                 | Magyar hang      |
| ----------------- | ----------------------- | ---------------- |
| James Bond        | Daniel Craig            | Stohl András     |
| Camille           | Olga Kurilenko          | Pikali Gerda     |
| Dominic Greene    | Mathieu Amalric         | Rajkai Zoltán    |
| M                 | Judi Dench              | Tímár Éva        |
| Mathis            | Giancarlo Giannini      | Tordy Géza       |
| Strawberry Fields | Gemma Arterton          | Huszárik Kata    |
| Felix Leiter      | Jeffrey Wright          | Jantyik Csaba    |
| Gregg Beam        | David Harbour           | Scherer Péter    |
| Mr. White         | Jesper Christensen      | Harsányi Gábor   |
| Elvis             | Anatole Taubman         | Hamvas Dániel    |
| Külügyminiszter   | Tim Pigott-Smith        | Láng József      |
| Medrano tábornok  | Joaquín Cosio           | Borbiczki Ferenc |
| Ezredes           | Fernando Guillén Cuervo | Bezerédi Zoltán  |

## Fogadtatás
A Quantum csendje számos bírálatot kapott kritikusoktól és nézőktől egyaránt, a legtöbb ezekből azt hangsúlyozta, hogy a történet kidolgozatlan, összecsapott, teljesen elüt a szokásos Bond-filmektől; a negatív szereplők és céljaik jelentéktelenek, ahogy a pozitív szereplők alakítása és dialógusai is jellegtelenre és érzelemmentesre sikerültek; emlékezetesen látványos akció nincs a filmben, leszámítva néhány, a Jason Bourne-filmekből ismerős gyors közelharcot, valamint, hogy Bond minden humorérzékét elveszítette, mogorva, és a Bond-lány is ugyanolyan „morcos”, mint Bond maga, hiányzik az erotikus kisugárzása, ahogy hiányzik Bond eleganciája és iróniája is. Ezen kívül kritizálták még a film címét is, mivel angolul egy buta szójáték, a magyar változatnak pedig semmi értelme, ráadásul többszörös félrefordítás. A birtokos szerkezetet fordítva sikerült elhelyezni, ráadásul a solace nem csendet jelent (csend angolul: silence), hanem vigaszt.
Mint később kiderült, Craig és Marc Forster rendező írta át a félkész forgatókönyv néhány pontját a forgatókönyvírók sztrájkja miatt, Craig szerint ebbéli gyakorlatlansága is hozzájárulhatott a film kudarcához.